# Enoch Adegoke
Enoch Olaoluwa Adegoke (* 8. März 2000 in Igbeti, Oyo) ist ein nigerianischer Leichtathlet, der sich auf den Sprint spezialisiert hat.

## Sportliche Laufbahn
2017 qualifizierte sich Enoch Adegoke für die Teilnahme an den Jugendweltmeisterschaften in Nairobi, trat aber kurzfristig nicht zu seinem Vorlauf an.  2018 nahm er an den Commonwealth Games im australischen Gold Coast über 100 Meter teil und belegte dort im Finale mit 10,35 s den siebten Platz. Zudem war er Teil der nigerianischen 4-mal-100-Meter-Staffel im Vorlauf und gelangte in das Finale, bei dem die Mannschaft disqualifiziert wurde. Im Jahr darauf siegte er bei den Juniorenafrikameisterschaften in Abidjan mit neuem Meisterschaftsrekord von 10,29 s über 100 Meter und wurde im 200-Meter-Lauf in 21,07 s Vierter. Bei den World Relays in Yokohama wurde er mit der 4-mal-100-Meter-Staffel im Vorlauf und mit der 4-mal-200-Meter-Staffel im Finale disqualifiziert. Mit der Staffel startete er im Herbst bei den Weltmeisterschaften in Doha, wurde aber auch dort in der Vorrunde wegen einer Bahnübertretung disqualifiziert. 2021 qualifizierte er sich über 100 m für die Olympischen Sommerspiele in Tokio und gelangte dort bis ins Finale, wo er seinen Lauf nicht beenden konnte.

## Persönliche Bestzeiten
- 100 Meter: 9,98 s (+0,3 m/s), 31. Juli 2021 in Tokio
- 200 Meter: 21,07 s (−0,1 m/s), 19. April 2019 in Abidjan